# Lankasjön
Lankasjön är en sjö i Storumans kommun i Lappland och ingår i Umeälvens huvudavrinningsområde. Sjön har en area på 4,29 kvadratkilometer och ligger 280,2 meter över havet.

## Delavrinningsområde
Lankasjön ingår i det delavrinningsområde (722145-158051) som SMHI kallar för Utloppet av Lankasjön. Medelhöjden är 333 meter över havet och ytan är 26,92 kvadratkilometer. Räknas de 13 avrinningsområdena uppströms in blir den ackumulerade arean 231,33 kvadratkilometer. Gunnarbäcken (Storbäcken) som avvattnar avrinningsområdet har biflödesordning 3, vilket innebär att vattnet flödar genom totalt 3 vattendrag innan det når havet efter 234 kilometer. Avrinningsområdet består mestadels av skog (73 procent). Avrinningsområdet har 4,44 kvadratkilometer vattenytor vilket ger det en sjöprocent på 16,5 procent.